# Horten Ho IX
Horten Ho IX (также Gotha Go 229) — экспериментальный турбореактивный самолёт, разработка которого велась в Германии в годы Второй мировой войны. Аэродинамическая схема — летающее крыло. Проектировался братьями Хортен с 1931 года. 1 марта 1944 Horten Ho 229 V1 совершил свой первый полет, а через год в феврале полетел второй экземпляр, но уже как истребитель. Было выпущено 18 "машинокомплектов", но их сборку приостановили в 1945 году.

## Предпосылки к созданию
Братья Вальтер и Реймар Хортены были убеждены, что, с точки зрения аэродинамики, наиболее совершенная форма для самолёта — это «летающее крыло». Свой первый планёр по такой схеме они сконструировали в 1931 году и назвали его «Hörten I». В 1936 году братья поступили на службу в Люфтваффе и продолжили свои изыскания. Результатом этих изысканий стала разработка в 1942 году истребителя по схеме «летающее крыло». Хортены построили несколько оригинальных планеров, которые в гораздо большей степени заслуживают определения «летающее крыло». Мысль братьев заключалась в том, что чистое крыло будет иметь значительно меньшее аэродинамическое сопротивление, — именно старшему из братьев, Реймару, и принадлежит известная фраза, что в самолёте всё, кроме крыла, является абсолютно лишним.
Участие «Готаер вагонфабрик» свелось к подготовке серийного производства, с некоторыми соответствующими изменениями в конструкции. Основную же работу провели братья Хортены – по собственной инициативе, за два года до присоединения к их работам концерна в Готе. В 1942 г. майор Вальтер Хортен и его брат – обер-лейтенант Реймар, были отозваны из строевых частей специально для работы в «зондеркоманде 9», созданной под эгидой Люфтваффе исключительно для реализации проекта «летающего крыла». Основная идея заключалась в том, что чистое крыло будет иметь значительно меньшее аэродинамическое сопротивление.
Первый планер «Хортен-1» полетел ещё в 1931 г., когда Вальтеру Хортену только исполнилось 16 лет. Деревянный планер с тканевым покрытием управлялся элеронами и рулевыми тормозами на концах крыла. Опыт, полученный в работе над ним, отразился в создании в 1934 г. нового «Хортен-II», имевшего большее удлинение крыла и стреловидную заднюю кромку. Внутренние элероны использовались как рули высоты, а внешние — как элероны. В течение 1935 г. «Хортен» был оснащён 80-сильным двигателем воздушного охлаждения «Хирт» НМ-60R, расположенным внутри крыла и вращавшим толкающий винт через удлинённый вал.
Оба брата поступили в Люфтваффе в 1936 г., но продолжили свою конструкторскую деятельность. В 1936-37 гг. были построены три «Хортена-II», участвовавшие в состязаниях в Роне в 1937 г. В 1938 г. Хортены ушли из люфтваффе и построили ещё ряд самолётов. Первый из них «Хортен-III» послужил образцом для всех последующих машин братьев. Центропланная секция была сварена из стальных труб, однолонжеронное крыло — деревянное. Два «Хортена-III» участвовали в 1938 г. в соревнованиях в Роне, достигнув хороших результатов. Правда, из-за сильного обледенения пилотам пришлось покинуть оба самолёта, воспользовавшись парашютами.
К этому времени работы братьев получили заметную официальную и неофициальную известность. В 1939 ими интересовался Эрнст Хейнкель, но переговоры зашли в тупик из-за желания последнего зарегистрировать все последующие патенты на своё имя. Ещё одни переговоры прошли с Вилли Мессершмиттом, но, опять же, безрезультатно. После недолгой работы в Техническом университете Бонна братья вернулись в Люфтваффе. Однако, участие Вальтера Хортена в политической жизни, вкупе с дружбой с Эрнстом Удетом (Реймар Хортен был женат на секретарше Удета), позволило братьям продолжить конструкторскую деятельность. Действенное участие министерства авиации и создание «зондеркоманды-9» на базе ремонтного завода в Геттингене помогло им. Кроме того, братья могли использовать фурнитурную фабрику «Пешке» для вспомогательных работ. К моменту передачи завода братья спроектировали и построили планер Ho-IV, в котором пилот располагался лёжа. Удлинение крыла было 21.66 вместо 10.66 на Ho-III. Первым спроектированным с самого начала самолётом Хортенов стал двухместный Ho-V с двумя 80-сильными моторами «Хирт» НМ-60R. Двигатели располагались в крыле и приводили в действие толкающие винты через удлинённые валы. Братья довольно быстро осознали перспективы сочетания прекрасной аэродинамики летающего крыла с турбореактивным двигателем. Однако они понимали, что несмотря на хорошие связи в РЛМ, консерватизм последнего пересилит. К счастью, разведка добыла сведения, что подобные работы проводятся в США на фирме «Нортроп». Это подхлестнуло РЛМ в финансировании работ «зондеркоманды 9», предоставив ей особый статус, выводивший её из-под непосредственного руководства Технического департамента.
Перед проработкой проекта реактивного истребителя «летающее крыло» Хортены создали двухместный учебный Ho-VII, главной задачей которого было обучение пилотов на самолёте столь необычной схемы. Вместе с этим самолёт предназначался для проверки разработок по реактивному истребителю. В результате Ho-VII официально предназначался на роль опытного самолёта для аэродинамических исследований, а также в качестве связного. Контракт на 20 Ho-VII был передан на завод «Пешке» в Миндене. В целом похожий по конфигурации на Ho-V, новый самолёт был оснащён двумя двигателями «Аргус» Аs-10С мощностью 240 л. с, и имел убираемое четырёхстоечное шасси. Два передних колеса на отдельных стойках крепились у самой линии симметрии и убирались назад. Две задние стойки под валами двигателей убирались вперёд с поворотом на 90°.

## Постройка образцов

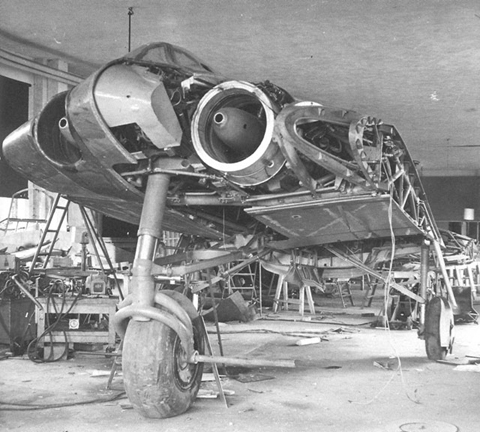
Центральная часть фюзеляжа самолёта Horten Ho 9 (Go 229), прототип V-3. Захвачен армией США в Фридрихрода/Тюрингия 14 апреля 1945 незадолго до завершения сборки, переправлен в США.

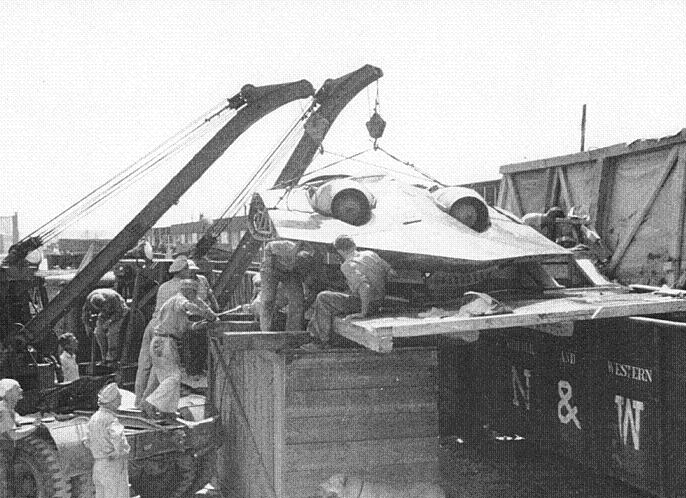
Выгрузка трофейного Horten Ho 229 V3 военнослужащими армии США, август 1945

Первый Ho-VII был изготовлен и облетан в Миндене летом 1943, но к моменту готовности второго самолёта спустя несколько месяцев РЛМ потеряло интерес к «летающему крылу». Оставшиеся 18 Ho-VII так и не были закончены. Несмотря на утрату интереса со стороны официальных лиц, Хортены продолжили работу над реактивным истребителем, который они назвали Ho-IX — его сборка уже началась в Геттингене. Сначала для проведения аэродинамических исследований был построен безмоторный Ho-IX-V1 c неубираемым трёхстоечным шасси. РЛМ узнало о существовании опытного самолёта только в начале 1944 г., когда тот был уже наполовину закончен. Хотя такая «приватная» инициатива строго пресекалась министерством, братья получили поддержку. Необычная компоновка самолёта захватила воображение Геринга, который оказал проекту персональную поддержку и потребовал начать лётные испытания в моторном варианте в кратчайший срок. С официальной поддержкой программа Ho-IX получила дополнительный импульс.
Весной 1944 г. были проведены первые успешные испытания безмоторного прототипа. Начались работы над второй машиной. Из-за неготовности к этому времени турбореактивных двигателей ВМW-003 на втором опытном самолёте было решено установить Jumo-004, что потребовало внести в конструкцию некоторые изменения. Ho-IX-V2 был спроектирован из расчёта на перегрузку 7, что с запасом прочности 1,8 давало разрушающую перегрузку 12,6. Крыло относительной толщиной 14 % в корне и 8 % на концах с симметричным профилем. Центропланная секция имела S-образный профиль. В ней размещались пилот, двигатели и стойки шасси. Центроплан сварной из стальных труб с фанерной обшивкой (за исключением района выхлопных сопел моторов, обшитого стальным листом). Консоли цельнодеревянной конструкции с металлическими законцовками. Передняя кромка выполнялась из так называемого литого дерева, представлявшего собой прессованные с резиной опилки. Остальная поверхность крыла обшивалась фанерой. Специальный лак придавал ей высокую чистоту. Крыло с одним основным лонжероном и одним вспомогательным, к которому крепились рулевые поверхности. Протектированные мягкие баки общим объёмом в 3000 л занимали две трети объёма консоли. Баков в каждом крыле было четыре — по два за и перед лонжероном. Два ТРД Jumo-004В монтировались близко к линии симметрии. Они проходили через главный лонжерон и их воздухозаборники заметно снижали относительную толщину центроплана. Выступами на поверхности крыла были только обтекатели двигателей, которые не удалось вписать в контур, и приземистый фонарь кабины пилота. Шасси трёхстоечное; носовое колесо убиралось назад, основные стойки — к линии симметрии. Первоначально планировалось использовать четырёхстоечное шасси по образцу Ho-VII, но потом предпочтение было отдано одной высокопрочной носовой стойке, воспринимающей до 45 % нагрузки на шасси. Для сокращения пробега был предусмотрен тормозной парашют. Продольная и поперечная управляемость обеспечивалась элеронами, которые вместе с закрылками занимали всю заднюю кромку крыла. Закрылки были связаны со спойлерами, расположенными сразу за стойками шасси. Управление по курсу осуществлялось спойлерами на консолях сразу за главным лонжероном. При этом использовалась пара спойлеров разной длины на верхней и нижней поверхности крыла. Подпружиненная проводка производила сначала выпуск малого спойлера, а потом, когда он выпускался полностью, большого. Таким образом обеспечивалось нормальное управление самолёта на малых и больших скоростях.
Пока шла сборка Ho-IX-V2, в Ораниенбурге под Берлином проходили испытания безмоторного V1, давшие хорошие результаты. Но однажды пилот забыл убрать находящийся в потоке вентилятор генератора, и последующая авария при посадке задержала испытания. Однако, уже проведённые были достаточными, чтобы изучить характеристики самолёта и начать серийное производство. На этой стадии работ и подключилась «Готаер вагонфабрик», получившая задание довести конструкцию до серийного производства.
Дальнейшие работы по самолёту были переданы конструкторскому бюро ГВФ. РЛМ присвоило машине обозначение Go.229, и в начале лета 1944 г. был выдан контракт на семь опытных и 20 предсерийных самолётов. Конструктора «Готы» практически не изменили конструкции, но переделали кабину, оснастив её простейшим катапультируемым сиденьем. Обтекатели двигателей были увеличены. Была введена система обдува холодным воздухом обшивки в районе сопел двигателей. Довольно сильно изменили шасси, рассчитанное на больший взлётный вес. Предусматривалась установка четырёх пушек МК-103 или МК-108 рядом с двигателями. Под центроплан можно было подвесить две 1000 кг бомбы или два 1250 л бака. Была спроектирована и двухместная всепогодная версия Go.229b под локатор сантиметрового диапазона FuG-244 «Бремен» в удлинённом носовом обтекателе. Второй и третий самолёты постройки ГВФ — V4 и V5 были прототипами этой серии.
Пока на ГВФ разворачивалось серийное производство, в Гёттингене в январе 1945 г. был закончен Ho-IX-V2, перевезённый в Ораниенбург для лётных испытаний. На первые полёты носовая стойка шасси была заблокирована в выпущенном положении. При нормальном взлётном весе и опущенных на 10° закрылках скорость отрыва была 150 км/ч при разбеге в 500 м. С выпущенным носовым колесом скорость достигала 300 км/ч. Управляемость оправдала самые оптимистичные предположения. В марте носовое колесо стали убирать в полёте. Была достигнута скорость 795 км/ч, но во время посадки правый двигатель заглох. Пилот лейтенант Циллер катапультировался, самолёт перевернулся, упал на землю и сгорел. Всего опытный самолёт налетал два часа.
Сборка следующего опытного самолёта в Фридрихроде уже заканчивалась. Go.229-VЗ должен был стать первым прототипом серийного Go.229a. V4 и V5 были прототипами Go.229b — двухместного всепогодного истребителя. V6 был вторым опытным самолётом серии А с пушками МК-103 вместо МК-108. V7 должен был стать учебным двухместным вариантом. 12 марта 1945 г. на совещании у Геринга Go.229 был включён в «срочную истребительную программу», но через два месяца американцы захватили завод в Фридрихроде. VЗ был уже подготовлен для испытаний, V4 и V6 были почти готовы, были готовы и узлы для 20 предсерийных Go.229a-0.
Вначале был построен тренажёр для лётчиков, который приводился в движение двумя поршневыми двигателями As 10c с толкающими винтами, имел двойное управление и наименовался Ho VII. Этот самолёт впервые поднялся в воздух в 1943 году. Для соблюдения секретности аппарат официально предназначался для аэродинамических испытаний и как самолёт осуществления связи.
Другая бригада инженеров под руководством братьев начала сборку аппарата под два реактивных двигателя. Официально ни один из двух проектов не был одобрен рейхсминистерством авиации (РЛМ), однако, у братьев Хортен были обширные политические связи, и им удалось продемонстрировать чертежи аппарата Г. Герингу, который незадолго до этого объявил конкурс проектов по программе «1000*1000*1000» (самолёт, летящий со скоростью 1000 км/ч, на дальность в 1000 км и несущий бомбовую нагрузку 1000 кг), после чего тот принял решение приложить все усилия, чтобы самолёт как можно скорее поднялся в воздух.
1 марта 1944 года в Гёттингене состоялся первый полёт. Всего в производстве на различных стадиях изготовления было 6 самолётов, а также для нужд истребительной авиации люфтваффе были заказаны узлы для 20 машин. В воздух поднимались два самолёта.
14 апреля 1945 года части 8-го корпуса 3-й армии США заняли завод в Фридрихроде. Один из самолётов был разобран и переправлен в США. На начало 2015 года этот экземпляр проходит реставрацию.

## Конструкция
Ho.229 — первый турбореактивный самолёт — «летающее крыло». Главной целью конструкторов было создание самолёта с минимальным сопротивлением. В результате Ho.229 не имел фюзеляжа как такового. Толщина центроплана была достаточной для размещения в нём пилота и двигателя. Вертикальное оперение отсутствовало. 
Управление по курсу осуществлялось спойлерами, установленными на крыле.

## ТТХ (заявленные и частично реализованные)
Horten Ho 9 обладает следующими тактико-техническими характеристиками:
- экипаж — 1 чел.;
- двигатели — 2 × Jumo-004B, 900 кг;
- размах крыла — 16,8 м;
- длина — 7,2 м;
- высота — 2,6 м;
- площадь крыла — 52,8 м²;
- Стартовая масса — 6900 кг;
- масса пустого — 4844 кг;
- максимальная взлётная масса — 8100 кг;
- максимальная скорость — 1000 км/ч;
- боевая нагрузка — 1000 кг;
- боевой радиус действия — около 1000 км;
- выдерживаемые перегрузки — 7 g;
- вооружение — 4 x MK 108 либо 2 x MK 103

| ЛТХ:                                 |                                                             |
| Модификация                          | Go.229a-0                                                   |
| Размах крыла, м                      | 16,75                                                       |
| Длина, м                             | 7,45                                                        |
| Высота, м                            | 2,80                                                        |
| Площадь крыла, м²                    | 50,80                                                       |
| Масса, кг                            |                                                             |
| пустого самолета                     | 4600                                                        |
| нормальная взлетная                  | 7515                                                        |
| максимальная взлетная                | 9000                                                        |
| Тип двигателя                        | 2 ТРД Junkers Jumo-004В-1, −2 или −3                        |
| Тяга, кгс                            | 2 х 890                                                     |
| Максимальная скорость, км/ч          | 970                                                         |
| Крейсерская скорость, км/ч           | 685                                                         |
| Практическая дальность, км           |                                                             |
| без ПТБ                              | 1880                                                        |
| с ПТБ                                | 3150                                                        |
| Максимальная скороподъёмность, м/мин | 1320                                                        |
| Практический потолок, м              | 16 000                                                      |
| Экипаж, чел                          | 1                                                           |
| Вооружение:                          | четыре 30-мм пушки МК-108 или две МК-103; 2 х 1000-кг бомбы |